# Sertãozinho (Paraíba)
Pour les articles homonymes, voir Sertãozinho.
Sertãozinho est une ville brésilienne de l'est de l'État de la Paraíba.
Sa population était estimée à 4 213 habitants en 2007. La municipalité s'étend sur 33 km2.